# ニュータウン (ティペラリー県オーモンド・ローワー)
ニュータウン（Newtown：アイルランド語: An Baile Nua）は、アイルランドのティペラリー県にある、かつてのオーモンド・ローワー男爵領（バロニー）に位置している村（タウンランド）。ラスキャビンの西に位置するドーラの行政パリッシュ内に位置している。
ニュータウンと名付けられた村（タウンランド）は、ティペラリー県全体で19存在している。オーモンド・ローワーでは3つのタウンランドがニュータウン (Newtown / An Baile Nua) と命名されているが、他の2つは名称の後に括弧書きで姓が追記して区別されている。これらふたつは、ニュータウン（ゲスト）とニュータウン（ホッジンス）で、いずれもモドリーニの行政パリッシュ内にある。